# Réglementation de la Formule 1 1994
Cette page présente les points les plus importants des réglements sportifs et techniques de la saison 1994 de Formule 1.

## Règlement sportif (nouveautés en caractères gras)
- L'attribution des points s'effectue selon le barème 10,6,4,3,2,1.
- Tous les résultats comptent.
- Chaque Grand Prix a une distance prévue de 305 km (plus la fin du dernier tour), mais ne doit pas excéder deux heures en temps (exception : le GP de Monaco prévu pour 260 km environ).
- Les préqualifications sont réservées à toutes les monoplaces les moins bien classées lors du championnat précédent puis lors du demi-championnat en cours. La séance de préqualifications se déroule le vendredi matin de 8 à 9 h. Les pilotes titulaires des quatre meilleurs temps de la séance peuvent prendre part aux essais qualificatifs aux côtés des 24 monoplaces préqualifiées de droit. Ainsi, trente monoplaces au maximum sont autorisées à poursuivre le déroulement du GP.
- Horaires des essais : vendredi matin de 9 h 30 à 10 h 15 et de 10 h 30 à 11 h 15 : essais libres (30 monoplaces maxi).
- Horaires des essais : vendredi après-midi de 13 h à 13 h 45 : première séance d'essais qualificatifs (30 monoplaces maxi).
- Horaires des essais : samedi matin de 9 h 30 à 10 h 15 et de 10 h 30 à 11 h 15 : essais libres (30 monoplaces maxi).
- Horaires des essais : samedi après-midi de 13 h à 13 h 45 : seconde séance d'essais qualificatifs (30 monoplaces maxi).
- Comme la liste des engagés comporte 28 voitures, il n'y aura pas de séance de préqualification.
- À l'issue des deux séances de qualifications, les 26 monoplaces ayant réalisé les meilleurs temps sont qualifiées pour la course.
- Une séance d'essai de roulage en configuration de course (warm-up) est organisée le dimanche matin, de 10 h à 10 h 30.
- Un second warm-up d'un quart d'heure peut être organisé si les conditions météorologiques prévues pour la course changent drastiquement par rapport aux conditions rencontrées lors du premier warm-up.

## Règlement technique (nouveautés en caractères gras)

### Moteur et transmission
- Moteurs atmosphériques V12 maximum de 3 500 cm3 de cylindrée.
- Moteurs suralimentés interdits.
- Boîte de vitesses au nombre de rapports libre mais avec marche arrière obligatoire.
- Interdiction des systèmes de suspensions actives.
- Interdiction des systèmes d'antipatinage.
- Interdiction des systèmes d'antiblocage des roues.
- Interdiction des systèmes d'assistance à la direction.
- Interdiction des boîtes de vitesses automatiques à passage programmé.
- Interdiction des systèmes d'accélérateur électronique (fly-by-wire).

### Structure de la monoplace
- Garde au sol libre mais interdiction de fixer un quelconque élément entre le bas de la carrosserie et le sol (type « jupe » par exemple).
- Porte-à-faux de l'aileron arrière fixé à 90 cm maximum par rapport à l'axe des roues arrière.
- Largeur hors-tout de la monoplace limitée à 200 mm (au lieu de 215 mm).
- Les parties supérieures des éléments aérodynamiques ne doivent pas dépasser la hauteur des jantes à l'avant et plus de 95 cm par rapport au sol à l'arrière (1 m auparavant), l'arceau est la seule pièce de la monoplace pouvant se situer à plus de 95 cm du sol.
- Largeur des pneumatiques ramenée de 18 à 15 pouces, soit une dimension des pneus arrière fixée à 381 mm de large (contre 457 mm auparavant).
- Hauteur minimale de l'aileron avant fixée à 40 mm au-dessus du fond plat (40 mm auparavant).
- Poids minimal de la monoplace fixée à 505 kg pour harmoniser les poids des voitures équipées ou non de caméras embarquées.
- Arceau de sécurité avec points d'ancrage dans la coque pour faire corps avec elle.
- Forme du cockpit permettant d'assurer une meilleure protection au niveau des épaules du pilote.
- Crash-test frontal et latéral obligatoire.
- Cockpit de dimensions permettant au pilote de s'extraire de la monoplace en cinq secondes sans démonter le volant (45 cm de largeur sur au moins 30 cm de longueur et 60 cm de longueur entre le tableau de bord et le dossier du pilote).
- Cockpit permettant au pilote, assis, ceinturé mais volant retiré, de pouvoir lever ensemble les deux jambes pour que ses genoux dépassent le plan du volant.
- Système de survie composé d'une bouteille d'air médical et d'une durite résistante au feu la raccordant au casque du pilote obligatoire.
- Rétroviseur de largeur minimale fixée à 10 cm et de hauteur minimale fixée à 5 cm. Les commissaires techniques doivent s'assurer que le pilote, en position de conduite est bien capable de discerner les voitures qui le suivent dans chacun des deux rétroviseurs.
- Extincteurs de 5 kg pour l'habitacle et 2,5 kg pour le moteur. Les fixations doivent résister à une décélération de 25 g.
- Feu arrière de surface minimale portée à 20 cm2, d'une puissance de 21 W et fixé à 40 cm du sol.
- Ceinture de sécurité à six points obligatoire.

### Carburant et fluides
- Le carburant est choisi par chaque écurie respectant les spécifications suivantes 102 RON et 90 MON maximum. Autorisation des carburants à l'alcool, interdiction d'additifs à base de peroxydes ou de composés nitrooxydés, réfrigération du carburant interdite.
- Réservoir de carburant de 200 litres au minimum et ravitaillements en courses autorisés.
- Réservoir de carburant en caoutchouc recouvert d'une enveloppe anti-perforation utilisable au maximum pendant cinq ans.
- Canalisations de carburant dotées de systèmes d'auto-obturation.
- Réservoir de carburant obligatoirement situé entre l'habitacle (dos du pilote) et le moteur. Les réservoirs latéraux enveloppant le cockpit sont proscrits.
- Protection obligatoire de tous les réservoirs d'huile placés à l'extérieur de la structure principale de la monoplace.

### Freins
- Double circuit de freinage, les prises d'air de refroidissement des freins avant ne doivent pas excéder 14 cm de hauteur par rapport à l'axe horizontal de la roue.